# Soluzione reidratante orale
Una soluzione reidratante orale è una bevanda idremizzante/energizzante/tamponante atta al ripristino del fisiologico stato di idratazione dell'organismo, a seguito di perdita di liquidi per i più svariati meccanismi patologici e fisio-patologici.

## In veterinaria
In medicina veterinaria viene utilizzata con particolare frequenza per la reidratazione del vitello affetto da diarrea neonatale, qualora il vitello conservi vitalità e riflesso di suzione per potersi abbeverare. (Disidratazione 5-10% ovvero grado 1-2)
In caso di disidratazione grave (grado 3= 15%) è necessario attuare una reidratazione d'urgenza con fluidoterapia parenterale (endovenosa lenta).

### Composizione
Composizione di Soluzione Reidratante Orale proposta:
- NaCl 4g/lt
- KHCO3 3g/lt
- Propionato sodico 2g/lt
- Glucosio 20-30 g/lt

La Soluzione Reidratante Orale (SRO) si intende supplementare all'alimentazione lattea, e mai sostitutiva. 
La quantità di SRO da somministrare è di 3-6 lt al giorno, con assunzione intervallata a quella del latte e il più possibile distante (tre somministrazioni di 1-2 litri al giorno). Si consiglia sempre e comunque, in caso di diarrea con disidratazione, di lasciare a disposizione dell'animale acqua ad libitum.
Serve solo a reidratare l'animale e a ripristinare l'equilibrio acido/basico reintegrando le gravi perdite elettrolitiche.

### Nella diarrea neoatale
Non si deve sospendere l'alimentazione lattea nella terapia della diarrea neonatale. Infatti è stato dimostrato che la digestione del latte a livello intestinale non influenza lo stato di alterata osmosi che è uno dei meccanismi patogenetici della diarrea. Inoltre la maggior parte dei preparati industriali dietetici per vitelli con diarrea hanno un apporto calorico che oscilla tra il 5 e il 50% del fabbisogno giornaliero del vitello. Dunque la sospensione dell'alimentazione lattea causa a breve grande debolezza nel vitello, controproducente ai fini della guarigione.